# Lill-Tväråkölstjärnen
Lill-Tväråkölstjärnen är en sjö i Bodens kommun i Norrbotten och ingår i Råneälvens huvudavrinningsområde.